# Márcio Zanchetta
Márcio Zanchetta Júnior (Mirandópolis, 4 maggio 1983) è un ex giocatore di calcio a 5 brasiliano.

## Carriera
Soprannominato fin dall'infanzia Xuxa, approda al futsal all'età di 12 anni quando l'allenatore Luizinho Pedroso lo vide giocare a un torneo scolastico, convincendolo a entrare nel settore giovanile del Mirandópolis. Con la squadra della sua città partecipa a vari tornei giovanili, mettendosi in mostra per la spiccata vena realizzativa e meritando l'esordio in prima squadra ad appena 16 anni. Nel campionato paulista gioca in seguito con Botucatuense, Araçatuba-Corinthias e Santa Fé, vincendo tre campionati regionali e una Coppa di Lega. Nel 2006 si trasferisce in Italia per giocare nell'Augusta con cui esordisce in Serie A e gioca i play-off scudetto. A causa dello scarso utilizzo nella stagione seguente è ceduto in prestito in serie A2 alla Pro Scicli con la quale vince il campionato e partecipa di conseguenza ai play-off scudetto. Il pivot rimane tuttavia a giocare nella seconda divisione, trasferendosi a titolo definitivo al Modugno, dove sfiora per tre stagioni consecutive la promozione in massima serie. L'obiettivo viene raggiunto nella stagione 2010-11 quando vince i play-off di serie A2 con il Real Rieti. La stagione seguente è chiamato da Massimiliano Bellarte, da cui era già stato allenato ai tempi del Modugno, a rinforzare il roster dell'Acqua e Sapone. Con la formazione abruzzese vince nella stagione 2013-14 la Coppa Italia che rappresenta il primo trofeo nazionale del giocatore. Nell'estate 2014 si trasferisce in prestito con diritto di riscatto al Real Rieti, facendo così ritorno nella società sabina a tre anni di distanza. La stagione seguente viene riscattato dal Real Rieti con cui raggiunge la finale scudetto e si laurea capocannoniere della Serie A (a pari merito con Kaká). Nell'estate del 2016 il giocatore lascia la squadra sabina, trasferendosi inaspettatamente al Maritime Futsal Augusta in Serie B.

## Palmarès

### Competizioni nazionali
- Coppa Italia: 1
Acqua e Sapone: 2013-14
- Winter Cup: 1
Real Rieti: 2015-16
- Campionato di Serie A2: 2
Pro Scicli: 2006-07 (girone B)
Maritime: 2017-18 (girone B)
Città di Melilli: 2021-22
- Coppa Italia di Serie A2: 1
Maritime: 2017-18
- Campionato di Serie B: 1
Maritime: 2016-17 (girone G)
- Coppa Italia di Serie B: 1
Maritime: 2016-17

### Individuale
- Capocannoniere della Serie A: 1
  - 2015-16 (28 gol, a pari merito con Kaká)